# Вознесенка (Тюхтетский район)
Вознесенка — упразднённая деревня в Тюхтетском районе Красноярского края России. Входила в состав Зареченского сельсовета. Упразднена в 1996 году.

## География
Находилась на левом берегу реки Катык (приток Чети), на расстоянии примерно в 5 км к северо-востоку от районного центра, села Тюхтет.

## История
Основана в 1902 году. По данным на 1926 год посёлок Вознесенский состоял из 77 хозяйств. В административном отношении являлся центром Вознесенского сельсовета Тюхтетского района Ачинского округа Сибирского края.

## Население
По данным переписи 1926 года в поселке проживало 427 человек (221 мужчина и 206 женщин), основное население — белорусы.